# Adonisea nundina
Adonisea nundina är en fjärilsart som beskrevs av Dru Drury 1770. Adonisea nundina ingår i släktet Adonisea och familjen nattflyn. Inga underarter finns listade i Catalogue of Life.